# My Hindu Friend
Pour plus de détails, voir Fiche technique et Distribution.
My Hindu Friend (Meu Amigo Hindu) est un film brésilien réalisé par Héctor Babenco, sorti en 2015.

## Fiche technique
- Titre original : Meu Amigo Hindu
- Titre français : My Hindu Friend
- Réalisation et scénario : Héctor Babenco
- Pays d'origine : Brésil
- Format : Couleurs - 35 mm
- Genre : drame
- Durée : 124 minutes
- Date de sortie :
  - Brésil : 22 octobre 2015 (Festival international du film de São Paulo); 3 mars 2016 (sortie nationale)

## Distribution
- Willem Dafoe : Diego Fairman
- Maria Fernanda Cândido : Livia Monteiro Bueno
- Reynaldo Gianecchini : Ricardo Steen
- Selton Mello : homme
- Bárbara Paz : Sofia Guerra